# Astronomia de Posição

Diagrama de termos comuns em astronomia de posição

A astronomia de posição ou astronomia esférica é um ramo da astronomia observacional utilizado para localizar objetos astronômicos na esfera celeste, conforme visualizados a partir de uma data, horário e posição específicos na Terra. Seus conhecimentos se apoiam sobre métodos matemáticos como a trigonometria esférica e medições astrométricas.
Este é o campo mais antigo da astronomia, remontando à Antiguidade. Observações de objetos celestes foram, e continuam sendo, importantes para propósitos religiosos e astrológicos, bem como para navegar e mensurar o tempo. A ciência dedicada à medição das posições dos objetos celestes no céu é conhecida como astrometria.
Os elementos fundamentais da astronomia de posição são os sistemas de cordenadas celestes e o tempo. As coordenadas de objetos no céu são usualmente expressas no sistema equatorial de coordenadas, baseado na projeção do equador terrestre sobre a esfera celeste. Nesse sistema de coordenadas, a posição de um objeto é dada em termos de sua ascensão reta (α) e de sua declinação (δ). Com base nessas variáveis, pode-se utilizar a latitude e a hora local para calcular as coordenadas do objeto no sistema horizontal de coordenadas, definido em termos das coordenadas angulares altura e azimute.
As coordenadas de objetos celestes como estrelas e galáxias são tabuladas em catálogos estelares, os quais mostram suas posições para um ano em particular. Entretanto, a somatória dos efeitos da precessão axial e da nutação provocarão mudanças sutis nas coordenadas de um objeto ao decorrer do tempo. Os efeitos desses componentes do movimento da Terra são compensados pela publicação periódica de catálogos revisados.
Para se determinar a posição do Sol e dos planetas em suas órbitas, é possível utilizar efemérides astronômicas (que são tabelas de valores que fornecem as posições de objetos astronômicos na esfera celeste num determinado momento), as quais podem ser convertidas para coordenadas retangulares.
O olho humano desarmado é capaz de perceber cerca de 6000 estrelas, metade das quais ficam abaixo do horizonte a qualquer momento. Nas cartas celestes modernas, a esfera celeste é dividida em 88 constelações. Toda e qualquer estrela está incluída numa constelação. As constelações são úteis para a navegação. Por exemplo, a estrela Polaris aparece quase exatamente sobre a direção norte para um observador no hemisfério norte. Essa estrela polar repousa sempre numa posição quase zenital no Polo Norte.

## Fenômenos posicionais
- Quando os planetas estão em conjunção, eles formam uma linha que passa pelo centro do Sistema Solar.
- A eclíptica corresponde ao plano que contém a órbita de um planeta. Esse termo é tipicamente utilizado em referência à órbita da Terra.
- A elongação se refere ao ângulo formado por um planeta em relação ao centro do sistema e ao ponto de visualização.
  - Uma quadratura ocorre quando a posição de um corpo (uma lua ou um planeta) se associa a uma elongação de 90° ou 270°. Por exemplo, teríamos uma quadratura quando o ângulo entre o corpo considerado, a Terra e o Sol for de 90°.
- Os planetas superiores possuem órbitas maiores que a da Terra, ao passo que os planetas inferiores (Mercúrio e Vênus) descrevem suas órbitas ao redor do Sol dentro da elipse correspondente à órbita terrestre.
- Um trânsito pode acontecer quando um planeta inferior passar por um ponto de conjunção.

## Construções antigas associadas à astronomia de posição incluem
- Arkaim
- Chichén Itzá
- Os círculos sagrados
- As Pirâmides
- Stonehenge
- O Templo do Sol

## Links externos
Programas
- NOVAS é um pacote integrado de sub-rotinas destinado ao cálculo de uma ampla variedade de grandezas astrométricas comuns e transformações. escrito em Fortran e C, esse programa foi construído pelo Observatório Naval dos EUA.
- jNOVAS é um wrapper Java para bibliotecas desenvolvida e distribuída pelo Comando de Meteorologia e Oceanografia Naval dos Estados Unidos (NMOC), incluindo o arquivo binário DE421 de efemérides planetárias e lunares do JPL, um modelo matemático do Sistema Solar publicado pelo Laboratório de Propulsão a Jato.

Tutoriais e anotações de aulas
- Anotações do curso do Professor Vincent na Universidade de St. Andrews
- Tutoriais de Astronomia de Stephen Tonkin
- Tutoriais do Professor Kirkman na Faculdade de São Bento + Universidade de São João